# Herz-Jesu-Kirche (Tanas)
Die Kirche zum Hl. Herzen Jesu liegt in der Fraktion Tanas von Laas (Südtirol) auf einer Anhöhe oberhalb des Dorfes auf dem Gelände des ehemaligen Rinnhofes.

## Geschichte
Um die ursprüngliche Tanaser Kirche St. Peter zu erreichen, musste man einen schmalen Fußweg benutzen und dazu noch den Tanaser Bach auf einem schmalen Holzsteg überqueren. Ständiger Steinschlag gefährdeten die Benutzer. Dazu kam, dass er auch oftmals vermurt und damit unpassierbar war. Die Tanaser verlangten daher immer öfter nach einer eigenen Kirche, die man ohne Lebensgefahr erreichen konnte. Im Jahre 1892 wurde dann der Kirchweg von der Behörde endgültig gesperrt. Das Gendarmeriepostenkommando in Schlanders meldete:

„Wie viele Zeugen berichten seien zum öfteren Steine herabgerollt, haben bald diesen am Fuße, bald jenen an die Schulter getroffen, manchmal aber in gefahrdrohender Nähe vorbeigegangen.“

Das Ordinariat in Trient ordnete daraufhin an, ersatzweise die Kapelle St. Anna zu nutzen, solange der Kirchweg gesperrt sei.
Dann wiederum wurde bestimmt, im Winter St. Anna und im Sommer St. Peter zu den Gottesdiensten aufzusuchen. Es kam zunehmend zu Streitigkeiten zwischen den „Bergern“ (also den Bewohnern der Bergbauernhöfe) jenseits des Baches und den Dörflern auf der östlichen Seite. Die Dorfbewohner drängten weiterhin auf den Bau einer eigenen Kirche und begannen schließlich 1895 damit, die Widersprüche der „Berger“ nützten nichts mehr.
Bereits zwei Jahre nach Baubeginn konnte die Kirche 1897 durch den Dekan Schönafinger aus Schlanders gesegnet werden. Da im Jahr 1896 das 100-Jahr-Jubiläum des Herz-Jesu-Gelöbnisses gefeiert worden war, entschied man sich für dieses Patrozinium. Am 30. Oktober 1908 wurde die Kirche durch den Bischof Cölestin von Trient geweiht. Danach wurden noch eine Zeit lang von Mai bis November die Sonntagsgottesdienste in St. Peter abgehalten, ab 1928 aber nur noch in der Herz-Jesu-Kirche. Die Kirchtage wurde getrennt gefeiert.
Aus der ehemaligen Expositur wurde zu Beginn des 20. Jahrhunderts eine Kuratie, die am 8. August 1962 zur eigenständigen Pfarre erhoben wurde. Der seit 1959 eingesetzte Pfarrer Peter Stieger blieb der einzige Geistliche der Kirche in Tanas. Nachdem er 2004 aus Altersgründen sein Amt aufgeben musste, wurde die Stelle nicht mehr besetzt, Tanas wird jetzt von Laas aus betreut. Das Pfarrwidum steht leer.

## Bauwerk

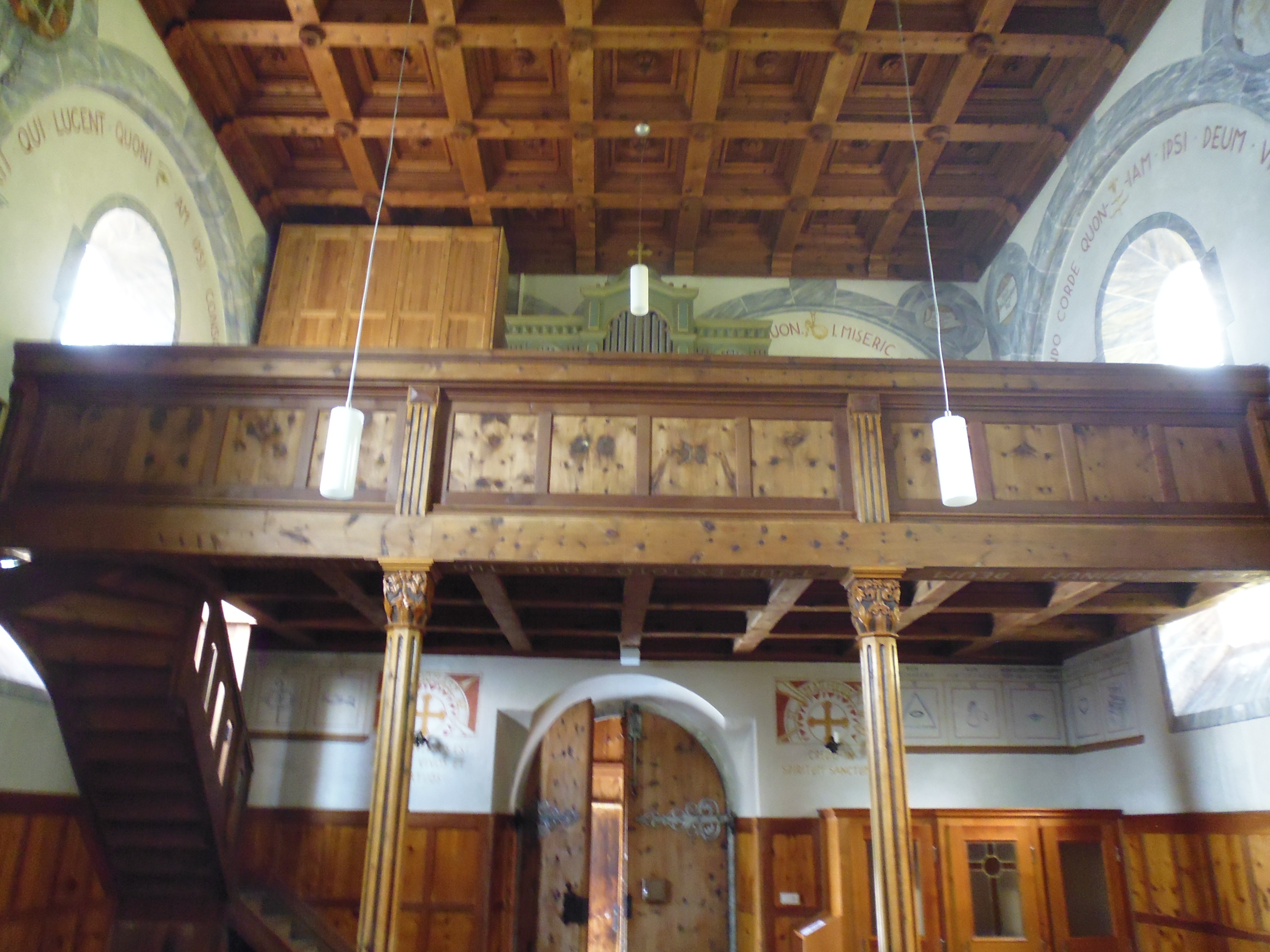
Empore mit der Orgel, darüber die Kassettendecke

Die Kirche ist im neuromanischen Stil errichtet. Baumeister war Anton Stecher aus Prad, der auch die Kirche Maria Lourdes in Laas erbaute. Josef Groß aus Schnals fertigte 1897 die drei Altäre, die auf Entwürfe von Josef Überbacher zurückgehen. Die Skulpturengruppe am Hochaltar mit dem segnenden Herz Jesu im Zentrum, Maria und Josef kniend zu Seite, schuf Anton Santifaller und ist einem Werk von Dominikus Trenkwalder in Meran nachempfunden. Die Statue der hl. Anna am linken Seitenaltar stammt ebenfalls von Anton Santifaller. Die Pietà am rechten Seitenaltar und die Reliefs mit den Evangelisten und ihren Symbolen an der Kanzel wurden von Franz Tavella geschaffen.
Im Chorraum finden sich Gratgewölbe mit Stichkappen, die Decke des Langhauses besteht aus einer stark profilierte hölzerne Kassettendecke mit Rosetten und Zapfen. In jeder Seitenwand befinden sich drei Rundbogenfenster, das Glas in einfachem Teppichmuster. Die hölzerne Empore wird von zwei Säulen gestützt. Die Orgel aus dem Jahre 1896 stammt von den Gebrüdern Mayr in Feldkirch. Sie ist inzwischen restauriert worden.
Die älteste Glocke stammt aus dem Jahre 1496 und kommt aus Terlan. Sie trägt die Inschrift „AVE MARIA GRATIA PLENA DOMINUS TECUM BENEDICTA TU IN MULIERIBUS“ sowie ein Medaillon mit Engeln. Nachdem sie 1948 gesprungen war, musste sie abgehängt werden und steht jetzt am Seitenaltar. Der spitzhelmige Glockenturm steht seitlich des Chores und trägt vier Glocken. Zwei davon wurden 1921 von Luigi Colbacchini in Trient gegossen. Eine davon, die Herz-Jesu-Glocke, wurde von den „Brüdern am Mairhof“ gestiftet, die zweite, mehreren Heiligen gewidmet, ist gesprungen. Die große Glocke wurde 1955 angekauft. Wahrscheinlich stammt sie aus Lajen und wurde laut Inschrift am 5. Juni 1918 von Giovanni Colbacchini in Trient aus Kriegsbeute umgeschmolzen. Eine vierte Glocke wurde 2003 gekauft, sie wurde von der Firma Oberascher in Salzburg gegossen und ist dem hl. Josef Freinademetz gewidmet. Sie trägt dessen Relief, das von Martin Rainer entworfen wurde, dazu die Inschrift: Hl. Josef Freinademetz, erbitte unserem Land heilige Männer und Frauen, Priester, Ordensleute und Missionare.
Die Ausmalung der Kirche erfolgte erst 1937. Sie ist einheitlich gehalten und besteht aus dekorativer Bemalung der Architekturteile. Im Zentrum des Chorgewölbes die hl. Dreifaltigkeit, umgeben von symbolischen Darstellungen der Schöpfungstage, in den Stichkappen die Symbole der sieben Sakramente. Am Triumphbogen sieht man die Verkündigungsszene und an den Seitenwänden in vier Kreisen die „vier letzten Dinge“ (Tod, Gericht, Himmel und Hölle), in die Bogenfelder sind die Seligpreisungen geschrieben. Im Eingangsbereich gibt es Vierecksfelder, in die die Zehn Gebote enthalten. Da die Bemalung in einer Zeit stattfand als die deutsche Sprache in Südtirol durch die faschistische Diktatur verboten war, wurden alles in Latein geschrieben.
Im Jahre 1955 wurde die Kassettendecke und 1971 eine Heizung eingebaut, in den 1990er Jahren wurden das Dach erneuert, die Fenster restauriert und die Kirche innen und außen neu bemalt.
Die Kirche ist nur an zu den Gottesdiensten zugänglich, ansonsten ist sie verschlossen.